# Natalie Nakase
Natalie Mitsue Nakase (* 18. April 1980 in Anaheim) ist eine US-amerikanische Basketballtrainerin und ehemalige -spielerin.

## Laufbahn

### Spielerin
Nakase spielte Basketball an der Marina High School in Huntington Beach im US-Bundesstaat Kalifornien sowie anschließend von 1999 bis 2003 an der University of California, Los Angeles (UCLA). Die 1,57 Meter große Aufbauspielerin studierte an der UCLA Psychologie.
2003 schloss sie sich den San Jose Spiders in der US-Liga National Women’s Basketball League (NWBL) an. In derselben Liga spielte sie danach für die Mannschaft San Diego Siege.
Im September 2007 holte Marek Piotrowski Nakase zum deutschen Bundesligisten Herner TC. In Herne spielte sie in der Saison 2007/08. Nakase beendete ihre Laufbahn wegen Kniebeschwerden.

### Trainerin
2008 übernahm Nakase beim deutschen Bundesligisten Wolfenbüttel Wildcats das Amt der Cheftrainerin. Beim niedersächsischen Verein war sie bis 2010 tätig.
In der Saison 2010/11 war Nakase, die von japanischen Vorfahren abstammt, in der japanischen Herrenmannschaft Tokyo Apache Assistenztrainerin. Im November 2011 übernahm sie im selben Land bei den Saitama Broncos als erste Frau ein Cheftraineramt in der BJ-Liga.
2012 kam Nakase als Hospitantin zur NBA-Mannschaft Los Angeles Clippers. Sie übernahm im Trainerstab der Kalifornier Aufgaben in der Sichtung und Zusammenstellung von Videoaufnahmen. Diese Tätigkeit übte Nakase drei Jahre aus. In der Saison 2017/18 war sie Assistenztrainerin bei den Agua Caliente Clippers (NBA G-League), hernach ab 2018 unter Cheftrainer Doc Rivers Assistenztrainerin bei den Los Angeles Clippers. Bei den Kaliforniern war Nakase unter anderem für Übungseinheiten zuständig, in denen sie mit Spielern an deren basketballerischen Weiterentwicklung arbeitete.
Im Januar 2021 wurde sie erneut Assistenztrainerin bei den Agua Caliente Clippers. Im Frühjahr 2022 wechselte Nakase als Assistenztrainerin zu den Las Vegas Aces in die WNBA. Dieses Amt hatte sie bis 2024 inne. Sie trug dazu bei, dass Las Vegas 2022 und 2023 den WNBA-Meistertitel gewann.
Im Oktober 2024 wurde sie die erste Cheftrainerin in der Geschichte der neugegründeten Golden State Valkyries (WNBA).